# Germanium(IV)-bromid
Germanium(IV)-bromid (GeBr4) ist eine anorganische chemische Verbindung des Germaniums aus der Gruppe der Bromide.

## Gewinnung und Darstellung
Germanium(IV)-bromid kann durch Reaktion von Germanium mit Brom bei 200 °C gewonnen werden.
{\displaystyle {\ce {Ge + 2Br2 -> GeBr4}}}
Ebenfalls möglich ist die Gewinnung durch Reaktion von Germanium(IV)-oxid mit Bromwasserstoffsäure bei 180 °C.
{\displaystyle {\ce {GeO2 + 4HBr -> GeBr4 + 2H2O}}}

## Eigenschaften
Germanium(IV)-bromid ist ein weißer Feststoff mit säuerlichem Geruch, der mit Wasser heftig reagiert. Er ist löslich in reinem Ethanol, Tetrachlormethan, Benzol und Ether. Germanium(IV)-bromid kristallisiert im kubischen Kristallsystem, Raumgruppe Pa3 (Raumgruppen-Nr. 205) mit dem Gitterparameter a = 11,17 Å. Die Kristallstruktur besteht aus tetraedrischen GeBr4-Molekülen.